# Brun

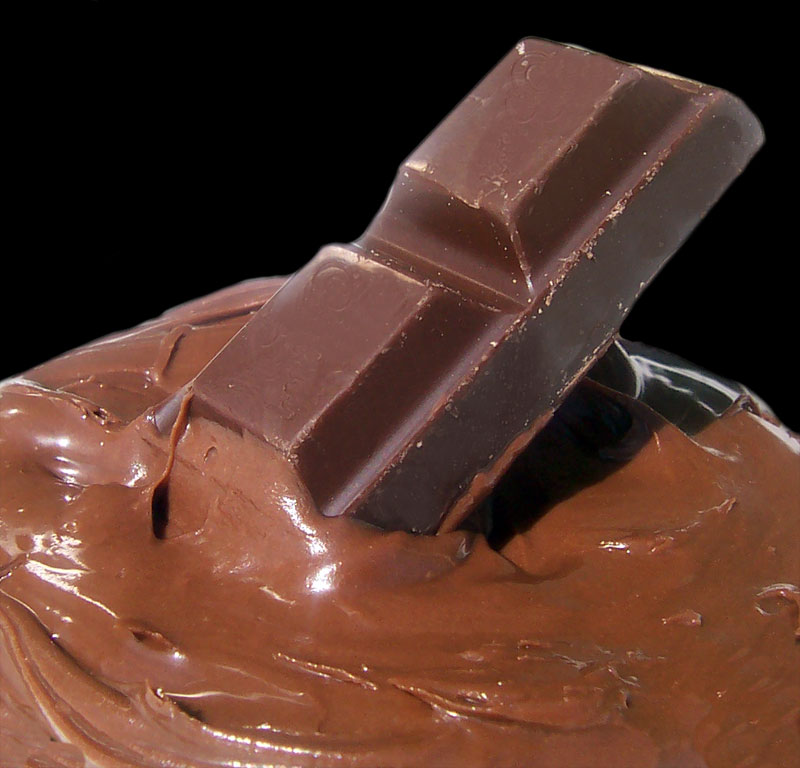
Choklad är ett exempel på något brunt.

Brun är benämningen på färger som har en kulörton mellan gult och rött och som är ganska mörka och inte så kulörstarka. 

## Etymologi
Ordet brun kan härledas från ur-indoeuropeiskan och kan tolkas som med brandfärg.  Orden björn och bäver är etymologiskt besläktade.
På medeltiden kallade man violett för brunt.  Det lever kvar i namn som till exempel brunkulla och brunört. Brunebrand är en äldre poetisk benämning på svärd, där brun syftar på blodets färg[källa behövs] eller betyder blank, glänsande.
Bland X11-färgerna för bildskärmar finns flera bruna färger. Koordinaterna för två av dem visas i boxarna till höger.

## Namngivningar
Brun och varianter av ordet har också använts som ett namn eller smeknamn. Detta inkluderar hästar som kan kallas Brunte (brunte). I engelskan är Brown ett vanligt efternamn.

## Historik
Brun färg gjord av umbra har använts i förhistoriska grottmålningar redan 40.000 f.Kr. Brunt användes även som hudfärg i det forntida Egyptens väggmålningar och som bakgrundsfärg i antika grekiska vasmålningar. 
I det Romerska riket associerades färgen med barbarer eller fattiga romare, och en term för plebejer var pullati ("de brunklädda").
Brunt var en billig färg och associerades liksom grått länge med de fattiga. Under medeltiden bars färgen av Franciskanorden som tecken på deras löften om ödmjukhet och fattigdom, och brunt var tillsammans med grått den vanligaste färgen för fattiga människors kläder. 
Under renässansen användes brunt något mer som färg för exklusiva kläder. Brunt blev en populär modefärg under 1800-talet, då det var en av få färger som användes av både män och kvinnor. 
Brunt var tillsammans med svart, grått och mörkt blått en av få färger som var acceptabla att använda för herrkläder. 
Inom dammodet blev brunt, som tidigare hade varit ovanligt, en vanlig färg under 1800-talet. Den betraktades som anspråkslös och respektabel och särskilt lämplig för mogna gifta kvinnor, och förekom ofta i tidens modetidskrifter. 
Brunt kom att uppfattas som enkel, anspråkslös, hälsosam och naturlig.

## Galleri

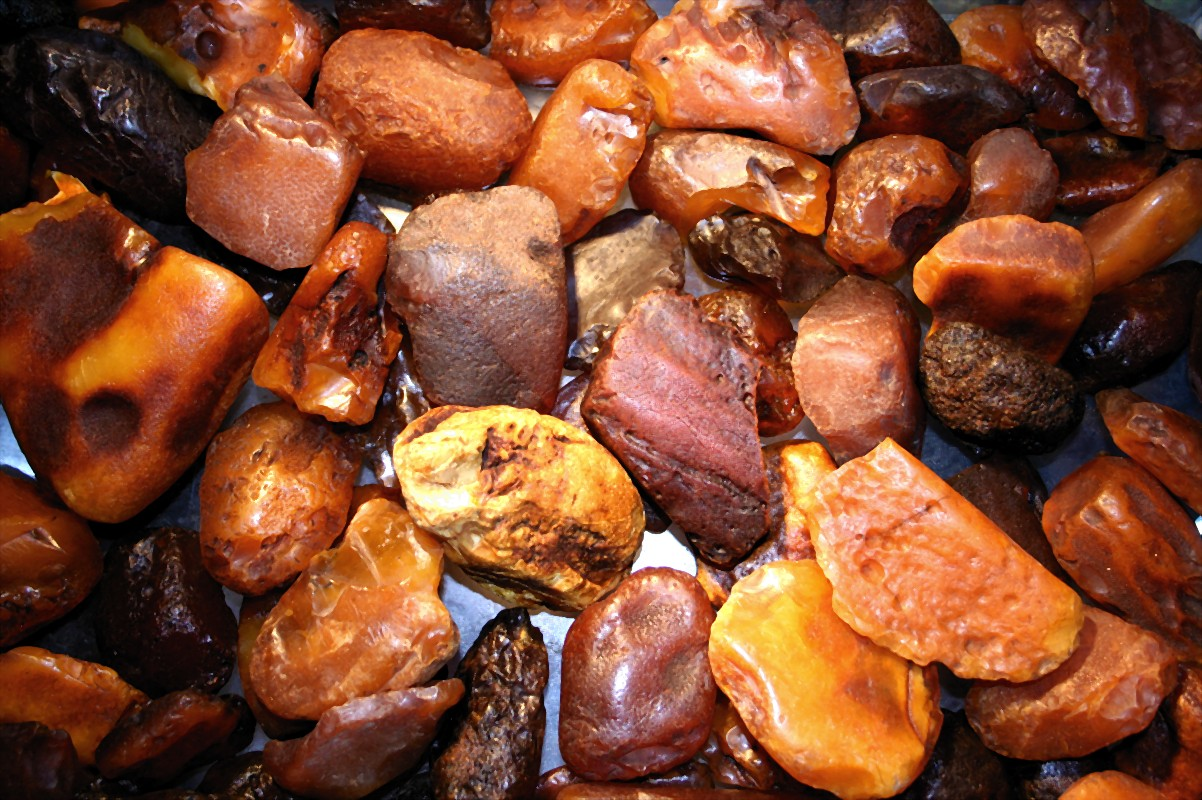
Bärnsten.
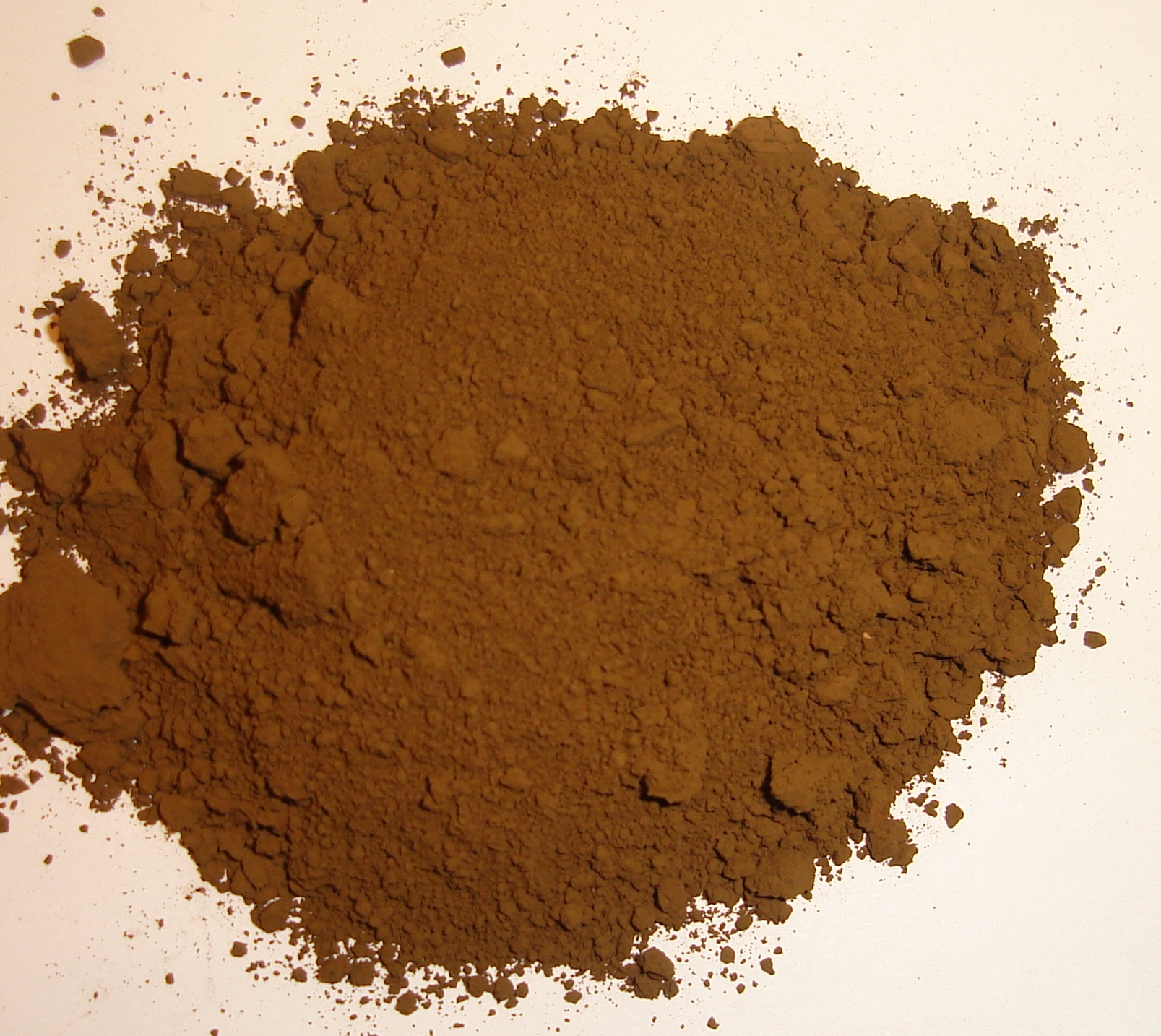
Brunt pigment.
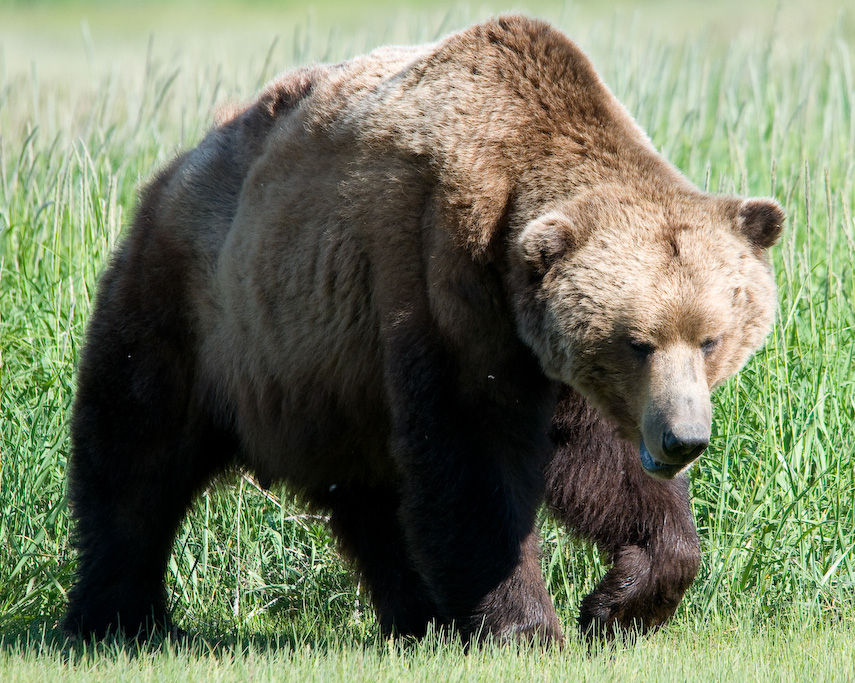
Brunbjörn.
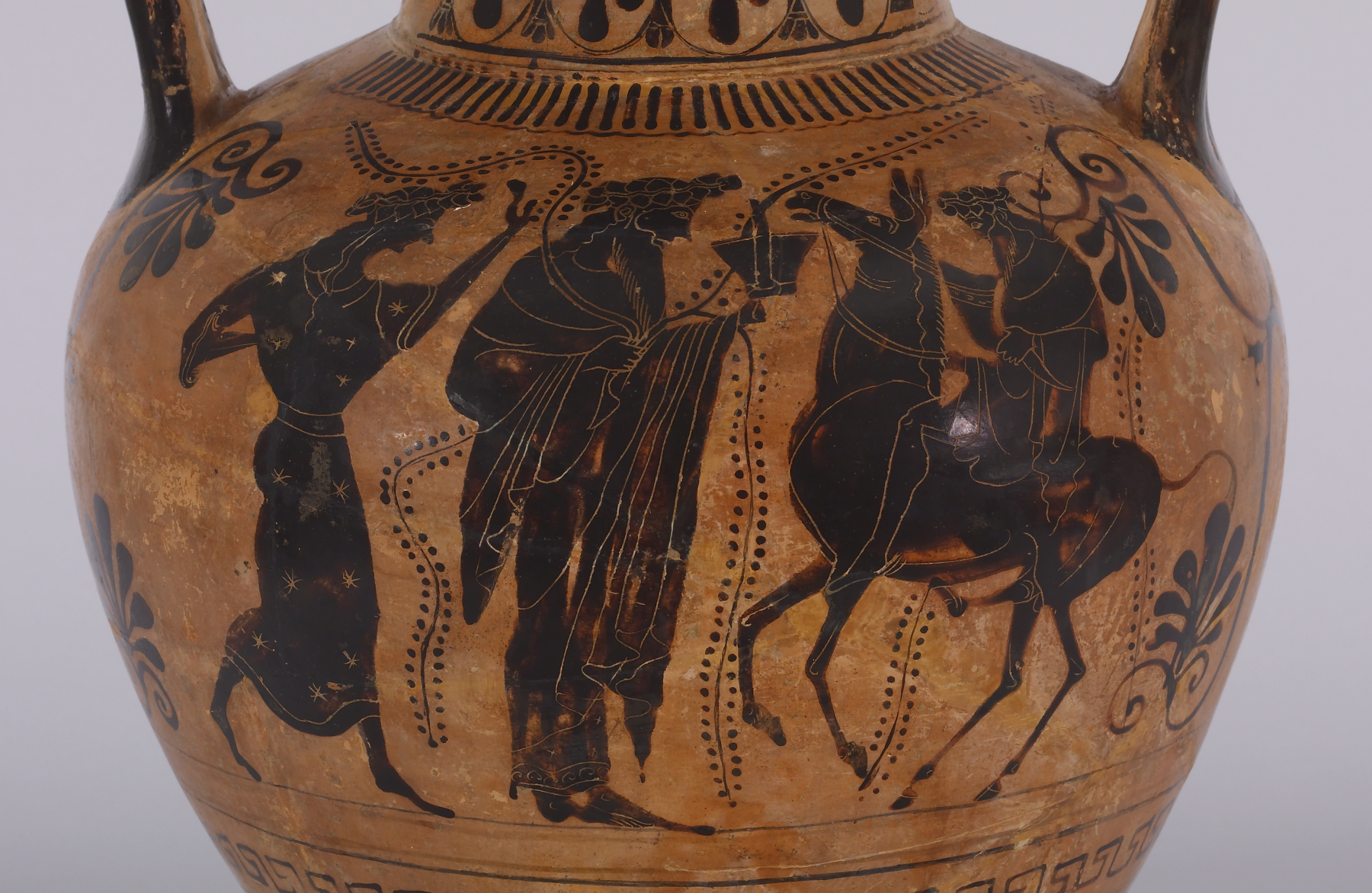
Dekorerad amfora ca 530 f.Kr.
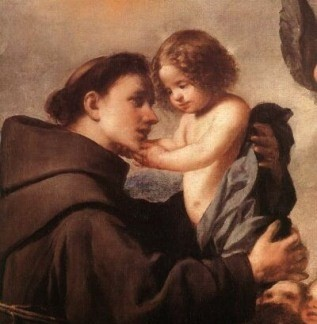
Antonius av Padua.
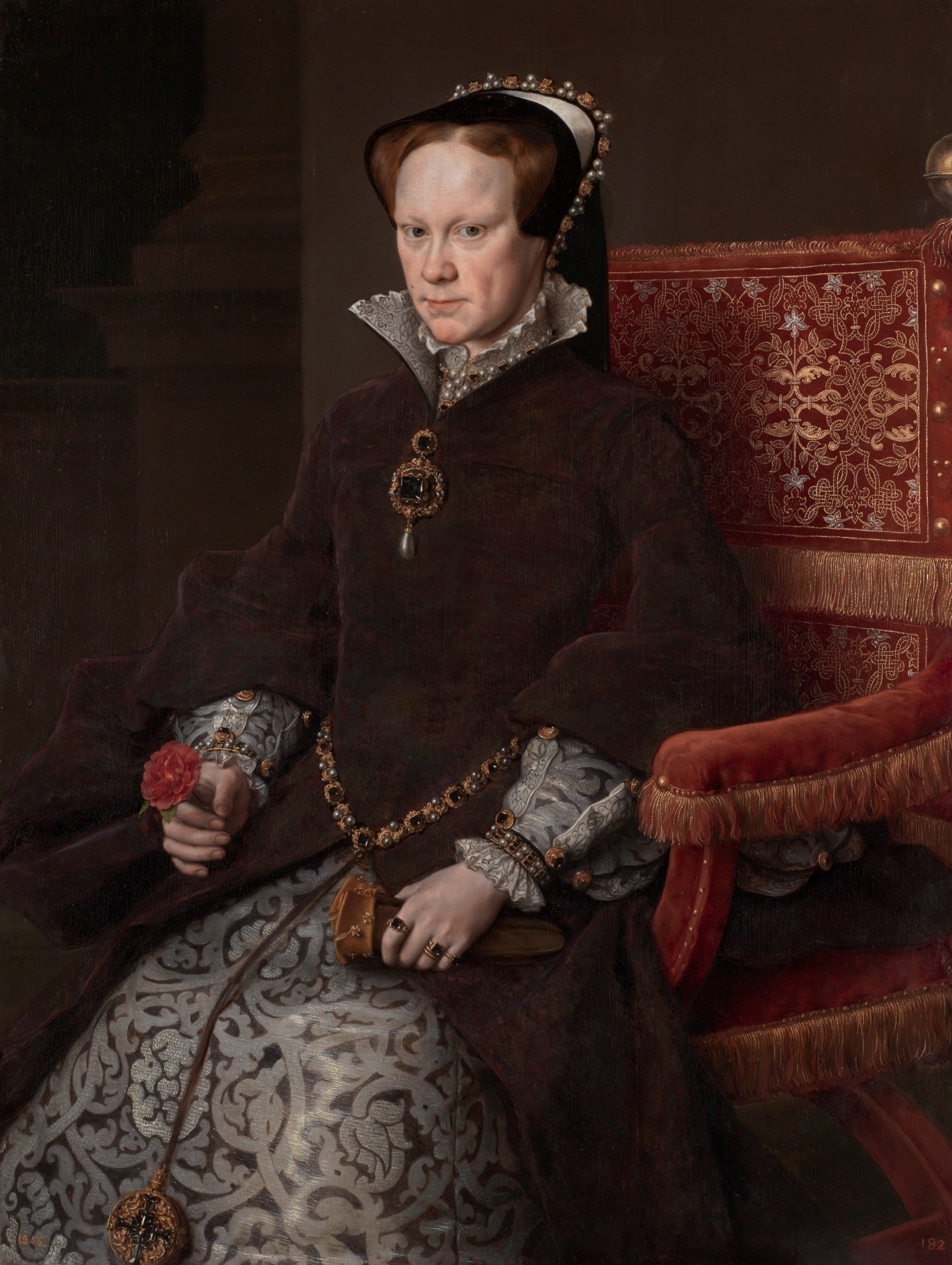
Maria I av England.
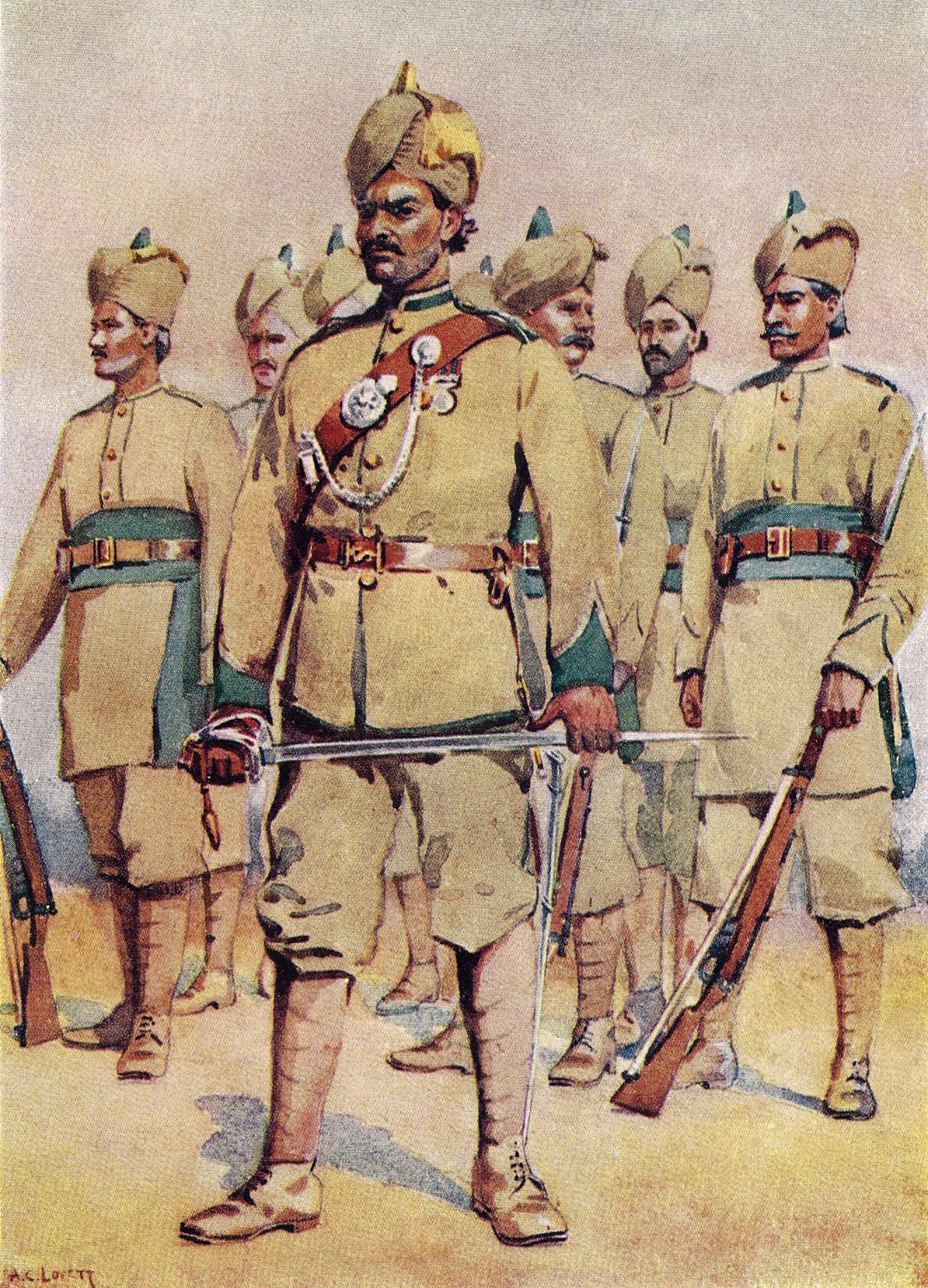
Soldater ur 33rd Punjabi Army.
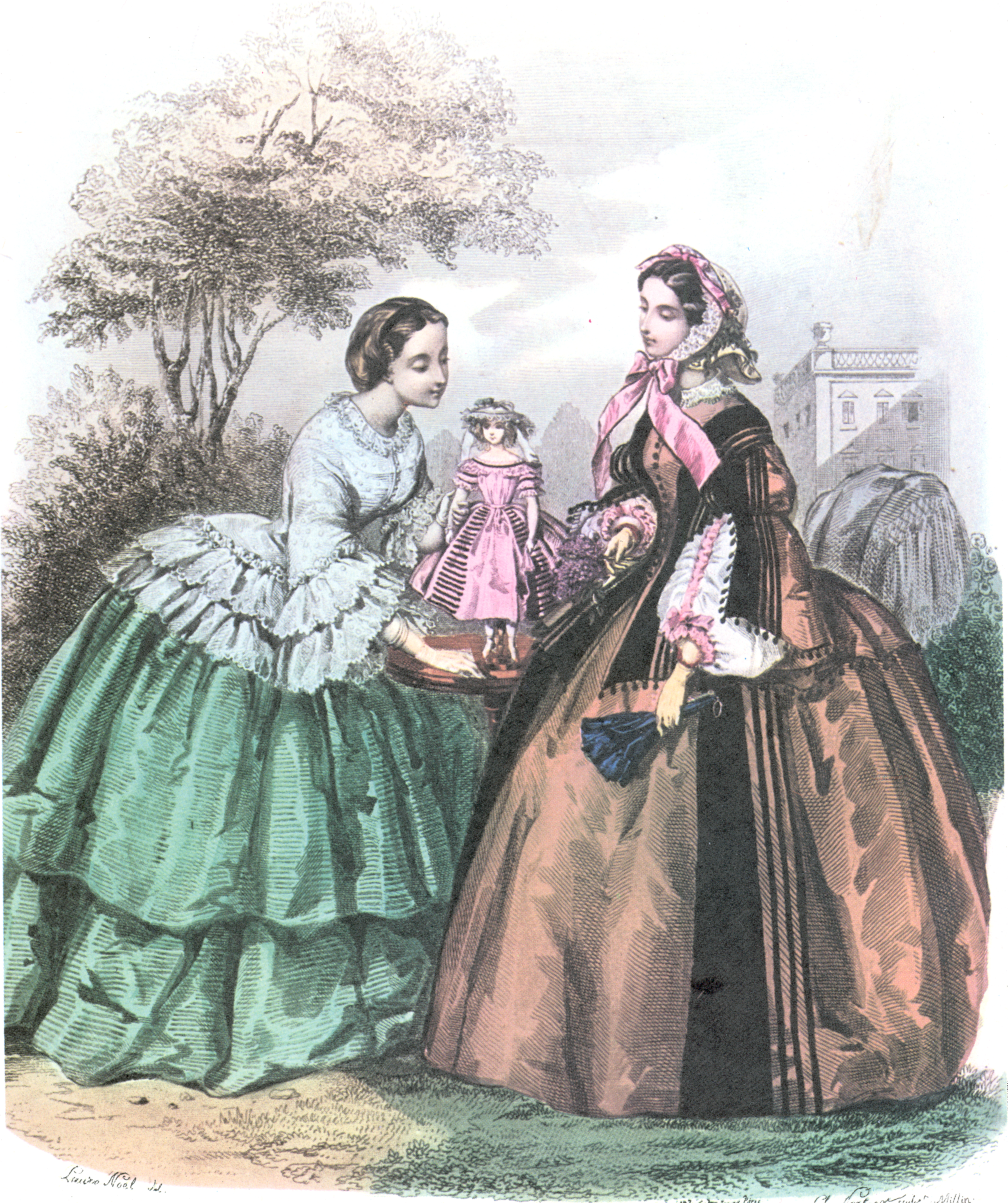
Bild i Le Journal des Demoiselles.
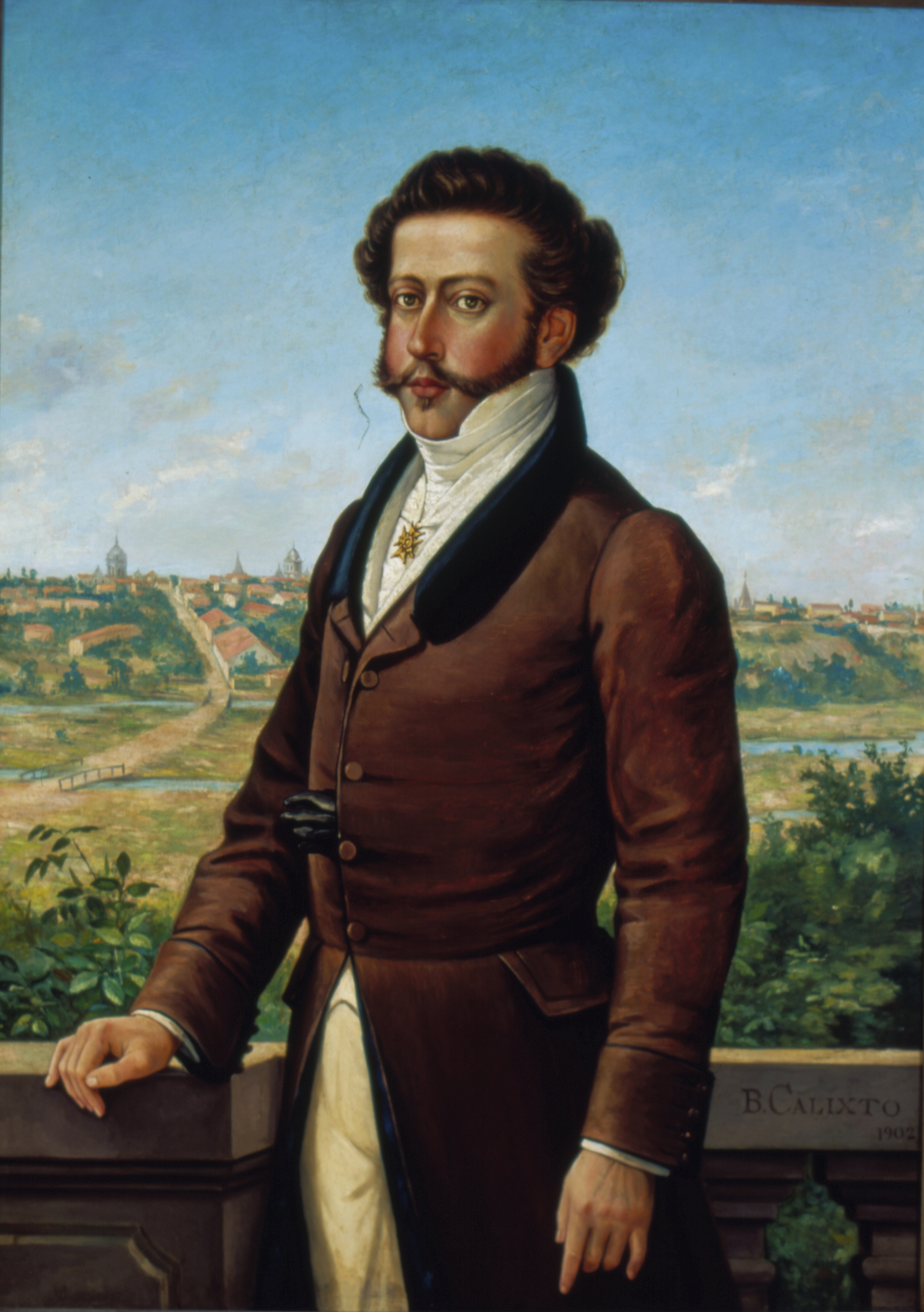
Dom Pedro I.